# Наутилида
Наутилида, или наутилиды, или наутилусы, или жемчужные кораблики (лат. Nautilida) — отряд головоногих моллюсков из подкласса наутилоидей. Единственный современный отряд этого подкласса. В отряд входит одно современное семейство Nautilidae с двумя современными родами Nautilus и Allonautilus с 6 видами в первом и 1 во втором. Очень древний отряд, возникший примерно 468—478 млн лет назад в начале ордовикского периода палеозойской эры. Ископаемые остатки самых древних представителей отряда обнаружены в аренигском ярусе Аргентины. В целом, ископаемые остатки наутилид находили практически по всему миру: в Европе (Норвегия, Чехия, Архангельская область), Азии (Китай), Африке (Марокко), Северной Америке (Канада, США) и Австралии. Большинство представителей отряда уже давно вымерли. Отряд Nautilida является самым большим по количеству родов среди наутилоидей и одним из крупнейших среди всех вымерших головоногих моллюсков в целом. Расцвета отряд достиг в карбоне—триасе (середина палеозойской — начало мезозойской эры), но в конце триаса произошло почти полное вымирание этой группы. По некоторым данным, в то время сохранился только один род. Однако уже в юрском периоде мезозойской эры началась новая вспышка видо- и родообразования наутилид, достигшая максимума в меловом периоде (конец мезозоя). В начале и середине кайнозойской эры, в палеогене и неогене, происходило постепенное угасание этой группы, пока к голоцену в мировой фауне не осталось всего 2 рода из одного семейства с 7 известными видами.
Наутилиды характеризуются узким сифоном с близцентральным положением и, чаще всего, спирально-плоскостной раковиной. Дыхание ископаемых, как и современных, представителей осуществлялось с помощью 4 перистых жабр в мантийной полости. Для захвата добычи служили множество коротких щупалец.
Считается, что наутилиды произошли от одного из семейств онкоцерид: Acleistoceratidae или Brevicoceratidae, оба они имеют тот же тип раковин и внутреннюю структуру, что и девонские Rutocerina, самые ранние настоящие наутилиды. Количество родов наутилид увеличилось с раннего девона до примерно 22 в среднем девоне. В это время их раковины были более разнообразными, чем у видов современных наутилусов: от изогнутых (циртоконических), слабоскрученных (гироконических) до плотноскрученных форм, представленных семействами Rutoceratidae, Tetragonoceratidae и Centroceratidae.
Наутилиды пришли в упадок в позднем девоне, но снова диверсифицировались в каменноугольном периоде, когда, насколько известно, существовало около 75 родов и подродов примерно из 16 семейств. Несмотря на значительное разнообразие форм, изогнутые и слабоскрученные раковины редки или отсутствуют, за исключением надсемейства Aipocerataceae. В остальном наутилиды адаптировали стандартную планиспиральную форму раковины, хотя не все из них были так плотно свернуты, как современные наутилиды. Однако существовало большое разнообразие в орнаменте поверхности, поперечном сечении и т. д. У некоторых родов, таких как пермские Cooperoceras и Acanthonautilus, развивались большие боковые шипы.
Несмотря на новое сокращение разнообразия в перми, наутилиды меньше пострадали от пермско-триасового вымирания, чем их дальние родственники аммониты. В позднем триасе у Clydonautilaceae наблюдалась тенденция к образованию швов, подобных швам некоторых Goniatitida позднего девона. Только один род, Cenoceras, с раковиной, похожей на раковину современного наутилуса, пережил менее суровое триасовое вымирание, когда вымерли почти все наутилоидеи.
В оставшуюся часть мезозоя наутилиды снова процветали, хотя и никогда уже не достигали уровня палеозойского разнообразия, из мелового периода известно 24 рода. Наутилиды не так сильно пострадали от массового вымирания в конце мелового периода, как аммоноидеи, которые полностью вымерли, возможно, потому, что их более крупные яйца были лучше приспособлены для выживания в условиях этого события, изменившего окружающую среду.
Известно, что три семейства и как минимум пять родов наутилид пережили мел-палеогеновое вымирание. В палеоцене и эоцене произошло дальнейшее возрождение с появлением нескольких новых родов, большинство из которых имели распространение по всему миру. В позднемеловом и раннем третичном периоде у Hercoglossidae и Aturiidae снова появились швы, подобные швам девонских Goniatitida.
Миоценовые наутилиды были ещё достаточно широко распространены, но сегодня отряд включает только два рода, Nautilus и Allonautilus, ограниченный юго-западной частью Тихого океана.
Сейчас считается, что недавнее сокращение некогда мирового распространения наутилид было вызвано распространением ластоногих млекопитающих. Начиная с олигоцена, появление ластоногих в геологической летописи региона совпадает с исчезновением наутилид из этого региона. В результате наутилиды теперь ограничены своим нынешним распространением в тропическом Индо-Тихоокеанском океане, где ластоногие отсутствуют. Род Aturia, похоже, временно выжил в регионах, где присутствовали ластоногие, благодаря адаптации к быстрому и ловкому плаванию, но в конечном итоге также вымер. Другими потенциальными причинами вымирания наутилид могут быть хищничество появившихся в олигоцене на атлантическом и тихоокеанском побережьях Северной Америки короткорылых зубатых китов и развитие зон кислородного минимума, препятствующих отступлению наутилид в более глубокие воды.